# Mamadou Kétouré
 (avril 2025).
La mise en forme du texte ne suit pas les recommandations de Wikipédia : il faut le « wikifier ».
Les points d'amélioration suivants sont les cas les plus fréquents :
- Les titres sont pré-formatés par le logiciel. Ils ne sont ni en capitales, ni en gras.
- Le texte ne doit pas être écrit en capitales (les noms de famille non plus), ni en gras, ni en italique, ni en « petit »…
- Le gras n'est utilisé que pour surligner le titre de l'article dans l'introduction, une seule fois.
- L'italique est rarement utilisé : mots en langue étrangère, titres d'œuvres, noms de bateaux, etc.
- Les citations ne sont pas en italique mais en corps de texte normal. Elles sont entourées par des guillemets français : « et ».
- Les listes à puces sont à éviter, des paragraphes rédigés étant largement préférés. Les tableaux sont à réserver à la présentation de données structurées (résultats, etc.).
- Les appels de note de bas de page (petits chiffres en exposant, introduits par l'outil «  Source ») sont à placer entre la fin de phrase et le point final[comme ça].
- Les liens internes (vers d'autres articles de Wikipédia) sont à choisir avec parcimonie. Créez des liens vers des articles approfondissant le sujet. Les termes génériques sans rapport avec le sujet sont à éviter, ainsi que les répétitions de liens vers un même terme.
- Les liens externes sont à placer uniquement dans une section « Liens externes », à la fin de l'article. Ces liens sont à choisir avec parcimonie suivant les règles définies. Si un lien sert de source à l'article, son insertion dans le texte est à faire par les notes de bas de page.
- La présentation des références doit suivre les conventions bibliographiques. Il est recommandé d'utiliser les modèles {{Ouvrage}}, {{Chapitre}}, {{Article}}, {{Lien web}} et/ou {{Bibliographie}}. Le mode d'édition visuel peut mettre en forme automatiquement les références.
- Insérer une infobox (cadre d'informations à droite) n'est pas obligatoire pour parachever la mise en page.

Pour une aide détaillée, merci de consulter Aide:Wikification.
Si vous pensez que ces points ont été résolus, vous pouvez retirer ce bandeau et améliorer la mise en forme d'un autre article.
 (avril 2025).
Mamadou Kétouré, né citoyen français le 18 mars 1907 à Kindia, en Guinée française, et mort le 10 juin 1959 à la clinique de la Montagne, à Courbevoie, en France était un homme d'affaires, militant des droits de l'homme, et une figure politique influente dans la Côte d'Ivoire coloniale,.

## Biographie
Mamadou Kétouré était le fils d'Ibrahima Kétouré, un négociant guinéen naturalisé français en 1898. Ce dernier avait facilité l'installation d'une ligne de chemin de fer dans sa région natale, Kindia. Mamadou Kétouré effectua ses études supérieures à William Ponty, au Sénégal, en tant que citoyen français, sa seule nationalité à l'époque.
Mamadou Kétouré, qui n’est autre que le conseiller général de Grand-Bassam, en plus d’être un négociant et exploitant agricole plus que prospère. Sans compter avec ses amitiés des plus sélects avec Sékou Touré et Houphouët Boigny,,.

## Carrière et Entrepreneuriat
Après sa formation au Sénégal, Mamadou Kétouré décida de s'installer en Côte d'Ivoire. En 1930, il commença sa carrière en tant que comptable à la Société Commerciale Ouest Africaine (Scoa). Trois ans plus tard, en 1933, il démissionna pour établir son propre commerce à Grand-Bassam. Il se diversifia d'abord dans l'exportation de cola vers le Sénégal avant de se consacrer au café-cacao, acquérant ainsi une notoriété internationale dans le secteur.

## Implication Politique et Militantisme
Mamadou Kétouré s'engagea également dans la politique, devenant Conseiller général puis conseiller territorial de l'union française pour la Côte d'Ivoire de 1947 à 1957. Il contribua au développement de Grand-Bassam et fut un fervent défenseur des droits de l'homme, expulsant par exemple un couple français pour discrimination raciale.

## Propriétaire Terrien et Homme d'Affaires Averti

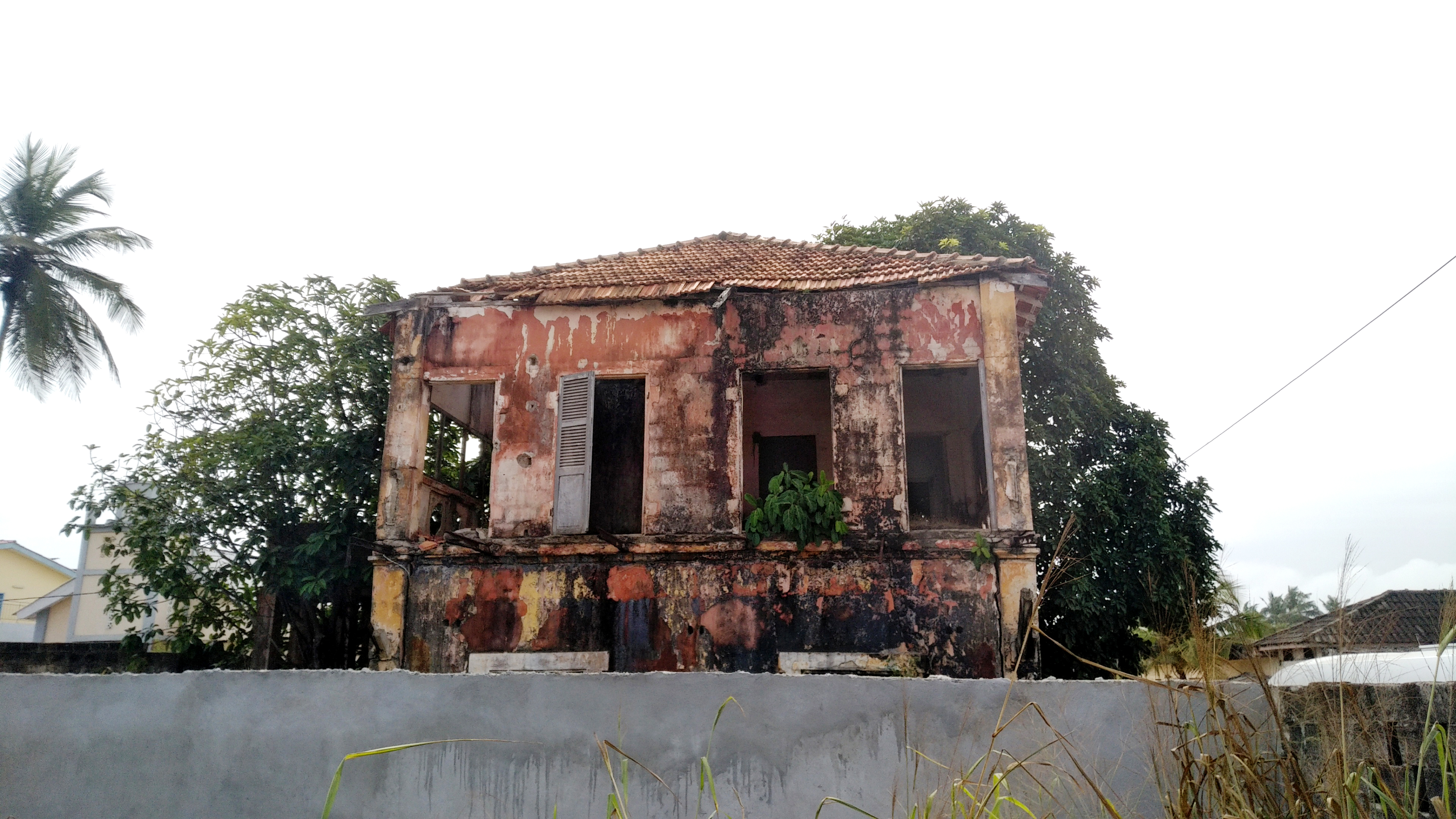
Maison Ketouré 2

Il devint le plus gros propriétaire terrien du vieux Bassam, quartier France, possédant environ 15 000 m² de terrain bâti et non bâti, comprenant des propriétés classées au patrimoine de l'Unesco. Mamadou Kétouré mena également une bataille juridique pour récupérer les biens de son père en Guinée, affaire politico-juridique majeure qui eut un retentissement national.

## Décès et Héritage
Mamadou Kétouré décéda le 10 juin 1959 à la clinique de la Montagne, à Courbevoie, en France. Il fut inhumé à Fandjé, en Guinée française, conformément à sa volonté et aux rites musulmans, à côté de son père, moins de 48 heures après son décès. Sa femme, Abréma Marie Béatrice Kétouré, et ses enfants perpétuent son héritage.
L'héritage de Mamadou Kétouré réside dans son impact économique, politique et social en Côte d'Ivoire, son rôle en faveur des droits de l'homme, et son succès en tant qu'homme d'affaires émérite.

## descendance
La lignée de Mamadou Kétouré comprend Ibrahim Kétouré, né le 26 juin 1997 et décédé le 12 juin 2015, Seyni Kétouré, né le 16 avril 1999 et également décédé le 12 juin 2015, Babacar Kétouré, né le 4 septembre 2007, et Kétouré Aminata, née le 11 novembre 2008 et décédée le 16 juillet 2016